# Théorie de la simplicité
La théorie de la simplicité est une théorie du domaine des sciences cognitives qui cherche à expliquer l'intérêt des situations et des événements pour l'esprit humain. Cette théorie est fondée sur les travaux scientifiques de Nick Chater (en), Paul Vitanyi, Jacob Feldman, Jean-Louis Dessalles,, et Jürgen Schmidhuber (en). Elle fait l'hypothèse que les situations intéressantes sont celles qui apparaissent de manière inattendue comme les plus simples aux yeux de l'observateur. 

## Définition intuitive
Techniquement, la simplicité correspond à une baisse soudaine de complexité au sens de Kolmogorov, c'est-à-dire que la plus courte description de la situation est plus courte encore que celle anticipée par l'observateur. Par exemple, la description d'un tirage du Loto tel 22-23-24-25-26-27 est plus courte que celle d'un tirage typique tel 12-22-27-37-38-42. La première description ne nécessite qu'une instance (le choix du premier numéro ), tandis que la seconde nécessite six instances différentes.
La théorie de la simplicité établit plusieurs prédictions quantitatives quant à la manière dont le caractère atypique, la « distance », la « célébrité » (lieux, individus) influencent l'intérêt porté à une situation.

## Formalisation
Le concept de base de la théorie de la simplicité est l'inattendu, défini comme la différence entre la complexité attendue (en anglais expected) {\displaystyle C_{exp}} et la complexité observée {\displaystyle C_{obs}} :
{\displaystyle U=C_{exp}-C_{obs}}
Cette définition généralise la notion de déficit d'aléatoirité.
{\displaystyle C_{exp}} correspond dans la plupart des cas à la complexité de génération de la situation, c'est-à-dire la complexité de son explication causale la plus simple définie comme la description la plus concise des valeurs des paramètres qui doivent être fixés pour que la situation existe. Dans l'exemple du Loto, pour autant qu'il n'y ait pas tricherie, la complexité de génération est identique pour toutes les combinaisons possibles. Elle correspond simplement à 6 tirages.
La théorie de la simplicité évite la plupart des critiques adressées à la complexité de Kolmogorov en ne considérant que les descriptions disponibles pour un observateur donné (plutôt que toutes descriptions imaginables). Cela revient à dire que la complexité, et donc l'inattendu, sont dépendants de l'observateur. Une même combinaison qui apparaît complexe à la plupart des gens, comme 12-22-27-37-38-42, peut apparaître très simple à une personne, par exemple si elle a joué précisément ce numéro. Elle a alors un moyen très simple de décrire la combinaison que les autres n'ont pas, sa complexité observée est alors plus petite et son inattendu plus grand.

## Lien avec les probabilités
La probabilité algorithmique est définie à partir de la complexité de Kolmogorov: les objets complexes sont moins probables que les objets plus simples. Le lien entre complexité et probabilité est inversé lorsque la probabilité mesure la surprise et l'inattendu: les événements simples apparaissent moins probables que ceux qui sont complexes.
L'inattendu {\displaystyle U} est lié à la probabilité subjective {\displaystyle P} par la formule :
{\displaystyle P=2^{-U}}
L'avantage de cette formule est que la probabilité subjective peut être décrite sans connaître nécessairement toutes les alternatives. Les approches classiques de la probabilité considèrent des ensembles d'événements, car les événements entièrement précisés ont une probabilité virtuellement nulle de s'être produits et de se produire à nouveau dans le monde. La théorie de la simplicité mesure la probabilité subjective pour des événements particuliers, d'après leur déficit d'aléatoirité, ou baisse de complexité. Cette notion de probabilité subjective ne porte pas sur l'événement lui-même, mais sur ce qui fait l'unicité de cet événement.